# 北京茅盾故居
北京茅盾故居位于北京市东城区后圆恩寺胡同13号，是作家茅盾于1974年至1981年居住的地方。1974年以前为杨明轩和李维汉居住。茅盾于1981年逝世后，这里被辟为茅盾故居，向公众开放。

## 历史

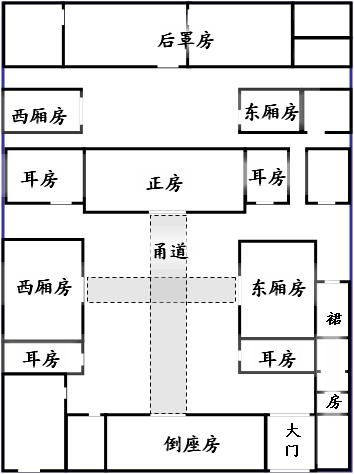
平面图

1974年12月，茅盾全家迁至该院。在这座院子，茅盾写作了最后一部长篇回忆录《我走过的路》，此书未完成便在1981年3月27日逝世。1984年5月24日，被公布为第三批北京市文物保护单位。经中共中央批准，1985年此院被辟为“茅盾故居”对外开放。
茅盾故居是一座两进的四合院，坐北朝南，占地面积大约800平方米，是中华民国时期建的合瓦过垄脊平房。
- 大门：位于该院东南位，为如意门，面阔一间，合瓦清水脊屋面。
- 倒座房：位于大门两侧，东一间，西三间，合瓦清水脊屋面。
- 影壁：大门内的影壁位于前院东厢房耳房的南山墙上，影壁上镶有邓颖超题写的 “茅盾故居”金字黑大理石横匾。
- 前院：北房三间，东西两侧各有一间耳房；东西厢房各三间，南侧各有一间耳房。北房原来是茅盾的工作室兼卧室，西厢房原来是茅盾的会客室及藏书房，东厢房是饭厅，其他是家属及服务人员住房。北房前面有一尊汉白玉的茅盾半身像。
- 后院：从北房东侧的一条很狭窄的通道可抵达后院。后院有五间北房带东耳房一间，一间西厢房，东侧还有两间南房。院内的北房左右各有一棵太平花。[1]

茅盾故居中的前院北房和东厢房开设陈列室，展出茅盾的生平和著作。前院西厢房和后院北房为起居室和卧室、书房等等，现恢复当时的陈设。

## 图片

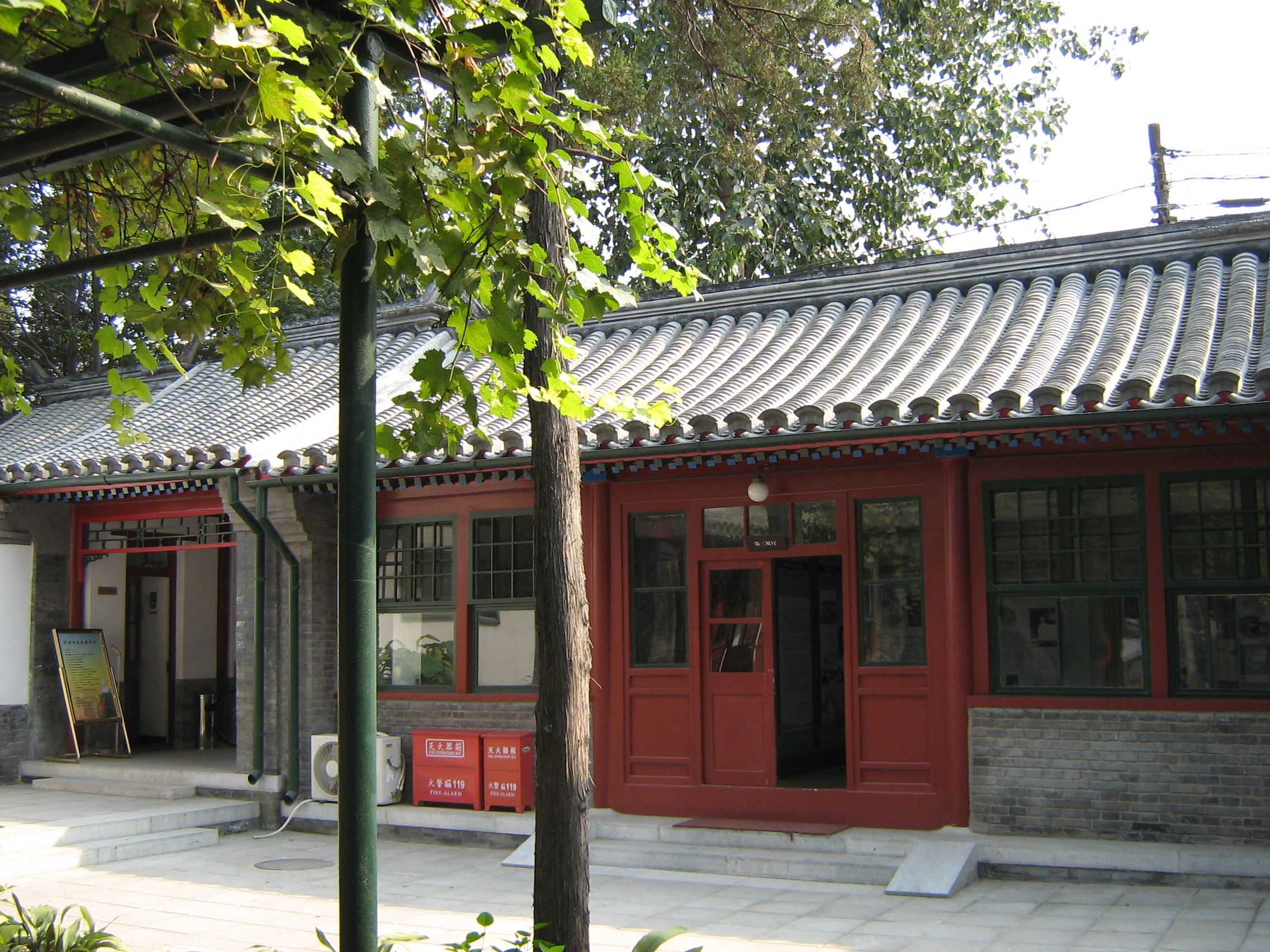
倒座房
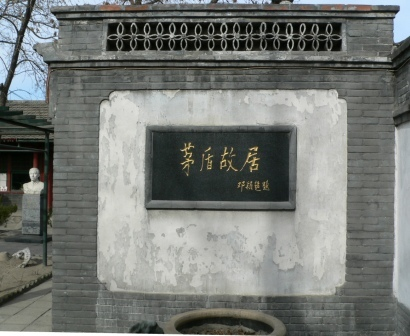
内影壁
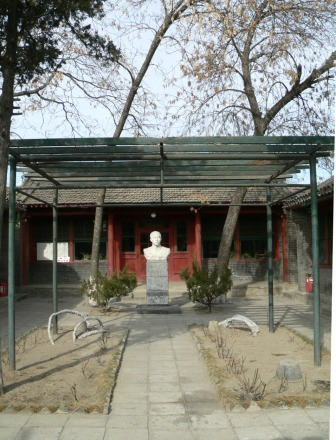
庭院
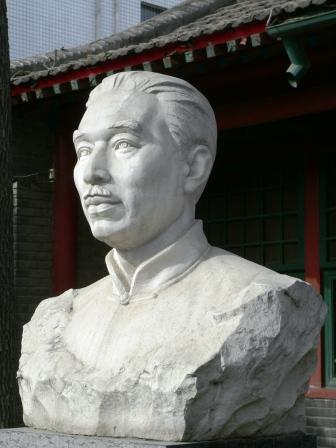
茅盾像，1981年曹春生作